# Musca stabulans
Musca stabulans este o specie de muște din genul Musca, familia Muscidae. A fost descrisă pentru prima dată de Fallen în anul 1817. Conform Catalogue of Life specia Musca stabulans nu are subspecii cunoscute.